# Casselman (Ontario)
Casselman es un pueblo canadiense situado en la provincia de Ontario.

## Superficie
Casselman tiene una superficie de 5,13 km².

## Demografía
En 2021, tenía 3960 habitantes, una densidad poblacional de 772,2 hab./km², y 1630 viviendas.